# Un combregar a muntanya (esbós)
Un combregar a muntanya és una pintura a l'oli sobre tela realitzada per Marià Vayreda i Vila a finals del segle xix. Actualment s'exposa a la sala 17 del Museu d'Art de Girona. Aquesta obra va ser donada al museu l'any 1925 pel sacerdot olotí Mn. Pere Valls i Vila. És un esbós previ a la realització del quadre Un combregar a muntanya exposat en el Museu de la Garrotxa, datat per Marià Vayreda l'abril del 1887.

## Autor
El més petit dels Vayreda, nascut a Olot el 1853, s'havia incorporat a l'exèrcit carlí. Quan la guerra es va acabar, no tenia ni ofici ni benefici. Políticament es va decantar cap al catalanisme, amb una gran presència pública a l'Ajuntament i en els cercles culturals i socials d'Olot. A poc a poc, va afermar la seva vocació d'escriptor que, exercitada en els diaris locals, va culminar amb la publicació diverses novel·les. Però abans de tot això, i durant molts anys, Marià Vayreda es va dedicar a la pintura. Pintura de paisatge, com la del seu germà Joaquim Vayreda, però sobretot de figura, amb obres de temàtica costumista, històrica o religiosa. Durant el temps d'exili que va seguir la carlinada, havia fet aprenentatge a París amb Jean-Léon Gérôme, i també va passar un parell d'anys a l'Escola de Belles Arts de Barcelona, abans del retorn definitiu a Olot.
Va ser durant l'estada a Barcelona, amb anades i vingudes a Olot, que Marià Vayreda va pintar aquest esbós per una obra molt més gran, exposada a Madrid i que actualment està exposada al Museu de la Garrotxa. Marià Vayreda va ser un personatge singular, plural en la seva manera d'entendre el món, perquè el paper que va jugar és el d'intel·lectual. L'abast de la seva obra està entre la pintura i la literatura, i també va destacar com a promotor, com activista cultural, perquè la seva influència és molt àmplia, fins i tot en el camp de la política, on va defensar un ideari tradicionalista i catalanista. No hi ha molta obra realitzada, perquè va escriure i pintar poc -també va morir jove, a cinquanta anys- però literàriament ha deixat pàgines exemplars a través de novel·les com La punyalada, Sang nova o La darrera carlinada. Tota l'obra pictòrica està vinculada a la literària, i és un dels casos curiosos en el context olotí, perquè mai no es va interessar pels paisatges tan treballats per l'Escola d'Olot, sinó pels seus homes.

## Descripció
És una pintura de paisatge i de figura, una obra de temàtica costumista i religiosa i també, una afirmació dels ideals tradicionalistes de l'autor. El paisatge boscós és el típic de la Garrotxa, però amb prou feines és el teló de fons, i és tan poc important per l'autor que canviarà del tot en la versió definitiva de la pintura. Allò que es manté en ambdós quadres és el grup de persones que omplen l'escena: l'escolà amb el fanal, el rector assegut sobre l'ase, el sagristà que duu l'ombrel·la vermella, les dones que acompanyen la comitiva amb candeles enceses. S'observa la sotana massa curta de l'escolà, per sota de la qual es veuen uns pantalons de vellut; el sobrepellís, l'estola i el vel humeral del capellà, tal com preveu el ritual romà; el vestit i l'armilla de vellut marró i el mocador al coll del sagristà; la caputxa que duen les dones, peça tradicional de la dona de muntanya en les cerimònies religioses. Tota aquesta processó improvisada s'ha posat en marxa perquè algú, a moltes hores de distància, ha sentit arribada l'hora de la mort i ha reclamat la presència del capellà i l'assistència dels últims sagraments: l'extrema unció amb els sants olis i la comunió. El capellà, recollit, sosté en difícil equilibri el copó tancat i cobert de seda. Aquest era el ritual de combregar, acompanyat de molta cerimònia, tant si es desplegava pels carrers de les ciutats com pels difícils camins de muntanya, quan el moribund vivia en una allunyada masia. Per això aquest quadre, a més de reflectir una escena de costums, té una profunda significació religiosa, i és en aquest sentit que es pot dir que en ell s'afirmen els ideals tradicionalistes de Marià Vayreda, la seva "visió messiànica de la missió terrenal", que com s'ha apuntat apareix en molts dels seus escrits estètics, així com en la seva feina al davant de la gerència de la indústria d'imatgeria religiosa "L'Art Cristià".
L'equilibrada composició i l'harmonia del color que articulen aquesta obra tendeixen clarament a mitificar o magnificar aquest grup de persones, no pel que són sinó pel que fan i, sobretot, pel que faran quan, més enllà de la tela, arribin a casa del malalt.

## Paisatge i vegetació
La pintura ens presenta un paisatge típic de la plana d'Olot. La manca de grans serralades al fons i el relleu suau, fan pensar que bé podria correspondre a la zona de l'altiplà de Batet. Geològicament, la presència de materials vermellosos a primer terme ens fa pensar en els (conglomerats de la formació Bellmunt) rogencs que, a la mateixa zona de Batet afloren en alguns punts entre les laves basàltiques. També poden correspondre a aquests materials els còdols rodats que s'observen als peus de l'escolà. La vegetació que s'ha representat, a primer terme és la típica de vorada de camí, formada per plantes herbàcies, algunes d'elles florides, i falgueres. Més enllà la vegetació és dominada per bardisses que delimiten els espais ocupats pels conreus. Els tres arbres aïllats que veiem al fons semblen ser xiprers, si bé el color clar de les seves fulles fa pensar que també es podria tractar de pollancres italians.
La presència de masos situa l'escena en un paisatge humanitzat i agrícola, com ho demostra l'existència de conreus i especialment l'aprofitament de vessants, mitjançant feixes.
El verd dels camps de conreu, la presència de flors a primer pla i el toll d'aigua de l'esquerra, fan pensar que l'obra representa un paisatge primaveral. Això es reafirma amb la datació del quadre (abril 1887). Hi ha, però, elements que desentonen en aquest ambient primaveral: el color de la bardissa que limita amb els camps correspon més aviat a fins a la d'estiu o tardor, època en què aquestes plantes comencen a agafar els característics tons vermellosos. Aquesta coloració podria ser deguda a un recurs de l'artista per tal de ressaltar més la resta de verds que dominen el quadre.
El to difuminat de la part superior del quadre i la manca de cel ens poden situar l'acció a primera hora del matí, quan el sol encara no ha dissipat les boires matinals i manté el cel clar, però tapat. L'aïllament característic de la societat rural catalana queda reflectit en les mans del que veiem al bell mig de la plana. Tan sols podem veure darrere la processó un parell de fumeroles més que corresponen a altres masos aïllats.
La figura central del quadre, el capellà, munta sobre una burra de la típica raça catalana, freqüentment utilitzada com a mitjà de transport, aprofitant els camins de ferradura.
Marià Vayreda, és un profund coneixedor del paisatge com ens ho demostren les descripcions que fa de l'Alta Garrotxa a la seva obra La Punyalada, utilitza en aquest quadre una sèrie de discordances de color, pel que fa a la vegetació, per tal de poder ressaltar altres trets de l'obra, plàsticament més importants per a ell.

## Lectura ideològica
L'historiador Jordi Canal Morell ha fet una suggestiva lectura ideològica de l'obra de Marià Vayreda en general i d'aquesta pintura en particular. Segons aquesta tesi, l'escriptor-pintor, malgrat que va abandonar el carlisme militant, es mantingué sempre en una posició tradicionalista i, dins del catalanisme, va formar part sempre del sector més dretà. La societat catalana de finals del s. XIX experimentava els efectes d'uns processos de transformació i de canvi que topaven amb resistències més o menys radicals. Un dels punts neuràlgics d'aquesta resistència va ser Vic.: un altre Olot. I l'obra de Marià Vayreda, tant la literària com la pictòrica, són segons Canal, una manifestació i una afirmació d'aquest combat. Quan Marià Vayreda pintava o narrava una escena o un paisatge, immortalitzava el vell món, que ja no existia o era en vies de desaparició, però que calia mantenir, davant la dificultat de fer-hi front en la realitat, en la imatge, que era allò que s'exportava i es venia. Es tractava així, doncs, d'elaborar imatges immòbils d'un món en transformació.
En efecte, els protagonistes d'aquest viatge van de pressa i a poc a poc alhora, precipitats per la urgència de la circumstància però entrebancats per la lentitud de l'ase i per la solemnitat del ritual. Són els darrers exemplars d'una espècie condemnada a l'extinció. D'aquí a poc desapareixeran les caputxes, substituïdes per les mantellines, que, al seu torn, també s'extingiran. Desapareixeran les sotanes vermelles i les negres, i els blancs sobrepellissos no sortiran de l'interior dels temples. Les celebracions religioses perdran els seus ropatges externs. Els últims sagraments seran duts als malalts sense copó i sense ombrel·la, sense candeles i sense fanal. La fe dels moribunds es mantindrà en el terreny acotat de les qüestions estrictament personals. Marià Vayreda va fixar, en aquest esbós, la imatge congelada d'una època que s'acabava; la darrera i fugaç instantània d'un viatge sense retorn.